# Botswana aux Jeux olympiques d'été de 2012
Le Botswana participe aux Jeux olympiques d'été de 2012 à Londres au Royaume-Uni du 27 juillet au 12 août 2012. Il s'agit de sa 9e participation à des Jeux d'été.

## Médaillés

### Médailles d'argent
| Sport                 | Discipline   | Athlète(s) | Performance   | Date        |
| Médaille d'argent : 1 |              |            |               |             |
| Athlétisme            | 800 m hommes | Nijel Amos | 1 min 41 s 73 | 9 août 2012 |

## Athlétisme
Hommes
Courses
| Athlète       | Épreuve | Séries        | Séries       | Quarts de finale | Quarts de finale | Demi-finales  | Demi-finales | Finale        | Finale                             |
| Athlète       | Épreuve | Résultat      | Rang         | Résultat         | Rang             | Résultat      | Rang         | Résultat      | Rang                               |
| ------------- | ------- | ------------- | ------------ | ---------------- | ---------------- | ------------- | ------------ | ------------- | ---------------------------------- |
| Isaac Makwala | 400 m   | 45 s 67       | 4e (éliminé) | NC               | NC               | –             | –            | –             | –                                  |
| Nijel Amos    | 800 m   | 1 min 45 s 90 | 1er Q        | NC               | NC               | 1 min 44 s 54 | 2e Q         | 1 min 41 s 73 | Médaille d'argent, Jeux olympiques |

Femmes
Courses
| Athlète         | Épreuve | Séries   | Séries | Quarts de finale | Quarts de finale | Demi-finales | Demi-finales | Finale   | Finale |
| Athlète         | Épreuve | Résultat | Rang   | Résultat         | Rang             | Résultat     | Rang         | Résultat | Rang   |
| --------------- | ------- | -------- | ------ | ---------------- | ---------------- | ------------ | ------------ | -------- | ------ |
| Amantle Montsho | 400 m   | 50 s 40  | 1re Q  | NC               | NC               | 50 s 15      | 1re Q        | 49 s 75  | 4e     |

## Boxe
Le Botswana a qualifié un boxeur.
Homme
| Athlète     | Épreuve      | 16e de finale                      | 8e de finale        | Quart de finale     | Demi-finale         | Finale              | Finale |
| Athlète     | Épreuve      | Adversaire Résultat                | Adversaire Résultat | Adversaire Résultat | Adversaire Résultat | Adversaire Résultat | Rang   |
| ----------- | ------------ | ---------------------------------- | ------------------- | ------------------- | ------------------- | ------------------- | ------ |
| Oteng Oteng | Poids légers | J Cintron Ocasio 12 - 14 (éliminé) | -                   | -                   | -                   | -                   | -      |